# محوطه بلوط بنگان
محوطه بلوط بنگان مربوط به دوران‌های تاریخی پس از اسلام است و در شهرستان کهگیلویه، درمسیر جاده روستای چنگوا واقع شده و این اثر در تاریخ ۲۴ فروردین ۱۳۸۲ با شمارهٔ ثبت ۸۳۰۰ به‌عنوان یکی از آثار ملی ایران به ثبت رسیده است.